# Ager (California)
Ager es un área no incorporada ubicada en el condado de Siskiyou en el estado estadounidense de California.

## Geografía
Ager se encuentra ubicada en las coordenadas 41°51′59″N 122°27′38″O / 41.86639, -122.46056.